# Mazinger Z, el robot de las estrellas
Mazinger Z, el robot de las estrellas, de título internacional The Iron Superman, es una película de ciencia ficción de nacionalidad taiwanesa, realizada en 1974 y protagonizada por Jamie Luk, Maggie Lee y Paul Chun. Fue objeto de una adaptación y expansión en cómic por parte de editorial Valenciana en 1978.

## Producción
Esta película no está relacionada con los personajes creados por Gô Nagai, sino con una serie de televisión de imagen real titulada Super Robot Mach Baron (1974-75) de nacionalidad japonesa. Los productores taiwaneses de The Iron Superman compraron los derechos de la serie nipona para hacer un remontaje con destino a su exhibición cinematográfica. 
El remontaje tomaba escenas de los robots en combate, así como las de los actores protagonistas en tomas generales, y añadía a los actores taiwaneses ataviados como los japoneses en la serie cuando éstos eran identificables. Aunque la película sigue más o menos fielmente la trama original de varios episodios de la serie, algunos datos irrelevantes, especialmente los nombres de los personajes, fueron cambiados. 

## Sinopsis
El Profesor Lu, científico, se encuentra sosteniendo una charla, frente al mar, junto a su joven amigo Yan Tien-Yu, en la que este último recuerda el asesinato de sus padres, a manos de un robot gigante enviado por el diabólico Dr. Infierno, amo del Imperio Robot. Aquel horrible suceso, tuvo lugar cuando Tien-Yu era apenas un niño, tras lo cual, fue sometido a un duro entrenamiento físico y moral, que le permitiría, el día de mañana, ser el piloto de Mazinger, un poderoso robot creado por el profesor Lu, con el propósito de hacer frente a las diabólicas invenciones del Dr. Infierno. Lu le informa a Tien-Yu que su entrenamiento no ha sido en vano, y Mazinger ha sido terminado, y le espera. Acto segudio, el profesor Lu le entrega a Tien-Yu un estrambótico auto automático (que además tiene la capacidad de volar, mediante alas), el cual conduce a nuestro héroe a un lugar oculto bajo tierra y mar, en el cual, Mazinger se encuentra celosamente guardado.
Mientras tanto, en su cuartel, el Dr. Infierno se encuentra con sus tres comandantes, a quienes ha ordenado una completa revisión de su «Robot Ruedas Voladoras», para luego enviarlo a atacar la ciudad, además de destruir a Yan Kien-Iu.
Por otra parte, en el cuartel de los Guardaespaldas de Acero (nombre del equipo de jóvenes reclutados por el profesor Lu para hacer frente al Imperio Robot), suena la alarma, indicando el inminente ataque del Robot Ruedas Voladoras, enviado por el Dr. Infierno a hacer de las suyas. El equipo de los Guardaespaldas de Acero está conformado por Lin Ai Wen (de 18 años, nacida en China), Pai Xiao Lum (de 23 años, nacido en Corea) y Li Chien Min (de 25 años, nacido en Corea), quienes pilotean tres poderosas naves de combate, con las cuales, inmediatamente se lanzan a hacer frente al enemigo. Comienza entonces una encarnizada lucha entre los Guardaespaldas de Acero y el Robot Ruedas Voladoras. Durante el enfrentamiento, la nave de Ai Wen es alcanzada por un ataque del robot enemigo, viéndose ella obligada a pedir ayuda a Tien-Yu, quien rápidamente recibe el llamado de su compañera, y se prepara para defenderla. Luego de recibir palabras de aliento por parte del profesor Lu, Tien-Yu se lanza al ataque, piloteando a Mazinger por primera vez. Mazinger llega al campo de batalla, haciendo una entrada triunfal, rescatando a Ai Wen de los ataques del Robot Ruedas Voladoras. Tien-Yu reconoce inmediatamente al robot como aquel que mató a sus padres 10 años atrás, y está decidido a vengarse. Tras un breve combate, el Robot Ruedas Voladoras fue destruido, y Mazinger salió victorioso, para el goze de Tien-Yu, quien anhelaba vengar a sus padres. Mientras tanto, el Dr. Infierno, enterado de este primer fracaso, ordena a sus hombres lanzar un ataque aero-naval, y al mismo tiempo, asesinar a Tien-Yu. Momentos después, Tien-Yu es localizado por un grupo de lacayos del Dr. Infierno, los cuales le atacan e intentan darle muerte, sin éxito, gracias a la intervención del Inspector Chan, aliado del profesor Lu e inventor de un extraño arsenal de combate con el cual pudo alejar a los villanos, y rescatar a Tien-Yu, para alegría de Ai Wen, quien, junto a su hermano menor, Hai Chun, enterados de lo que le ocurrió a su amigo, estaban muy preocupados. Sin embargo, Tien-Yu sabe que el Dr. Infierno, pese a haber fallado en su primer ataque, seguirá dando pelea una y otra vez.
Mientras tanto, dos comandantes del Imperio Robot, Sushan y Tocay, controlando un extraño submarino de ataque, se disponen a atacar un buque de 200.000 toneladas. Por otra parte, Tien-Yu informa al profesor Lu sobre el ataque que sufrió por parte de los soldados del Imperio Robot. A pesar de la insistencia de Tien-Yu en atacar al enemigo, el profesor Lu se niega, ya que Mazinger es un arma defensiva y no puede utilizarse como arma ofensiva, si lo que ellos quieren es la paz del mundo. Sin embargo, en ese momento, el ataque planeado por Sushan y Tocay es llevado a cabo, y el buque es destruido, no solamente por el robot controlado por los dos villanos, sino también por un robot volador enviado por el Dr. Infierno. La alarma informa de esto a los Guardaespaldas de Acero, quienes fueron enviados inmediatamente por el profesor Lu al lugar de los hechos. Tien-Yu insiste en sacar a Mazinger, pero Lu sostiene que el robot no debe ser lanzado al ataque hasta que la situación lo amerite. El resto de los Guardaespaldas de Acero, por su parte, rescatan a un herido de la explosión del buque, y lo llevan a su cuartel, para que se recupere, y luego preguntarle si conocía el motivo del ataque del Dr. Infierno. En ese momento, otro vehículo marítimo es destruido por los villanos, obligando a los Guardasespaldas de Acero a volver a la lucha, mientras Tien-Yu cuida al herido junto al inspector Chan. Este último, sin embargo, propone a Tien-Yu relajarse, y probar su nuevo invento, una extraña silla globo, mientras él cuida al herido. Tien-Yu acepta, y disfruta del invento de su amigo junto a Hai Chun y otros niños, pero en ese momento entraron en escenas unos soldados del Imperio Robot, quienes desde un auto dispararon a quemarropa a Tien-Yu. El Inspector Chan observa los hechos, y se ve obligado a salir a defender a nuestro héroe, pero su partida fue aprovechada por los lacayos del Dr. Infierno para dar muerte al herido. El Inspector Chan ha logrado salvar a Tien-Yu, pero cuando se disponían a ir a ver al herido, Hai Chun fue secuestrado por los lacayos del Dr. Infierno. Tien-Yu y Chan llegan a donde se encontraba el herido, solo para encontrarse con que este ya había sido asesinado, para colmo, al regresar a donde se encontraban los niños, se enteraron del secuestro de Hai Chun, lo cual los dejó aún más alarmados.
Más tarde, el profesor Lu reprocha a Tien-Yu por sus acciones, y luego observan imágenes del buque destruido, mientras se preguntan el por qué del ataque del Dr. Infierno.
Entretanto, en su cuartel, el Dr. Infierno y sus secuaces ponen en marcha un plan para obligar a Mazinger a entrar en acción, inmovilizarlo y destruirlo. El robot marítimo (piloteado por Sushan y Tocay), acompañado por el robot aéreo, lanza un avión de reconocimiento a la superficie del mar, que es rápidamente detectado por el radar de los Guardaespaldas de Acero, quienes se ven obligados a salir a hacerle frente a los villanos. Abordando su submarino de guerra, nuestros héroes se encuentran con el avión de reconocimiento enviado por Sushan y Tocay. Dándose cuenta de que era una trampa, el Profesor Lu ordena a Tien-Yu lanzarse al ataque con Mazinger. Al poco tiempo de haber empezado la lucha entre el submarino de los Guardaespaldas de Acero y el submarino del Imperio Robot, Mazinger llega, pero es rápidamente inmovilizado por una enorme red lanzada por el submarino de Sushan y Tocay, de manera que tanto el submarino como el robot volador pudieron atacarlo al mismo tiempo. Li Chien Min intenta ayudar a Mazinger pilotando una extensión del submarino, pero es alcanzado y puesto fuera de combate.
Tras deshacerse de la red, Mazinger es recibido en la superficie por el Pájaro Bombardero, mientras que cuando se sumerge para evitar su ataque, es el robot submarino quien prosigue su ataque. Duramente castigado, Mazinger se retira para su reparación mientras la base submarina se defiende con la barrera magnética. Li Chien Min es retirado del combate debido a sus heridas.
El acoso continúa, y el Tiburón de Acero, hasta entonces dividido en dos partes, se une en una sola convirtiéndose en robot anfibio de dos piernas que porta en una mano una maza con cadena y la otra está rematada por una gigantesca pinza de cangrejo.
Lin Ai Wen y Pai Xiao Lum le hacen frente con su submarino, con el resultado de que el robot les atrapa con su enorme pinza. Mazinger es reparado y vuelve al combate, destruyendo al Pájaro Bombardero. Cuando vuelve a tierra, el Tiburón de Acero ha emergido y muestra el submarino capturado con los amigos de Tien-Yu en su interior, por lo que Mazinger no puede disparar sin riesgo de destruirlos también. Su duda es aprovechada por el robot anfibio para golpear una y otra vez a Mazinger con su maza de púas.
En ese momento, el profesor Lu ordena a Li Chien Min que a pesar de sus heridas, salga a distraer al enemigo. Cuando el Tiburón de Acero descubre al avión de Li Chien Min, sus rehenes aprovechan para escapar por el tubo del torpedo de su capturado submarino. Ya sin temor a herir a sus amigos, Yan Tien-Yu enfrenta a su robot con el del Doctor Infierno, y tras desarmarle cortando la cadena de su maza, lo desintegra.
El Doctor Infierno no ceja en su empeño, y ordena secuestrar también a Lin Ai Wen cuando ésta buscaba a su hermano Hai Chun. La nueva táctica, comandada por Ta-Chin (otro secuaz del Doctor Infierno), consiste realmente en intercambiar al profesor Lu por los hermanos a fin de hacerse con la fórmula del tánium, la indestructible aleación con la que esta blindado Mazinger. De este modo, no tarda en llegar una grabación con esa condición al cuartel de los Guardaespaldas de Acero. El profesor Lu acepta, no sin antes advertir a Tien-Yu y a sus compañeros de que si muriese, quisiera ser desintegrado en un ataúd hecho con la aleación tánium.
El intercambio de rehenes no se hace esperar, y al llegar a la base del Doctor Infierno, Lu le comunica que puede acabar con su vida, puesto que no está dispuesto de ninguna manera a colaborar con él. Sin embargo, el Doctor Infierno se había adelantado puesto que los hermanos intercambiados no eran tales, sino unas copias robot que tuvieron que destruir los guardianes, por lo que para evitar su ejecución acepta darle la fórmula secreta.
Los hermanos Lin y Chun son liberados, al mismo tiempo que un esclavo huye de las minas de donde el Doctor Infierno extrae la base mineral de la aleación tánium, por lo que los Guardianes conocen su posible ubicación en el Valle de la Muerte. Un nuevo robot («Rayo Mortal») armado con enormes taladros y construido en tánium se enfrenta a Mazinger mientras el profesor Lu, finge su muerte tomando una droga que le sume en un estado de mínimas constantes vitales, y el Doctor Infierno devuelve el cuerpo a los Guardianes.
Mazinger debe rehusar la batalla ante el nuevo robot del Doctor Infierno cuando este muestra su superioridad, y en el entierro del cuerpo del Profesor Lu, Tien-Yu usa el rayo desintegrador para cumplir la última voluntad de Lu. El uso del rayo contra el féretro hecho de tánium, reanima a Lu como él tenía previsto, justo en el momento en que hace su aparición de nuevo el robot Rayo Mortal. De nuevo, éste se muestra tan indestructible como Mazinger, pero el reanimado Lu comunica a Tien-Yu que creó un punto débil en el robot de Infierno, en su nuca. Mazinger ataca esta zona dejando herido de muerte al robot del Doctor Infierno, y rematándolo con sus rayos.
Lu, comunica inmediatamente a los Guardianes de la Paz la posible ubicación de las minas de Infierno y por lo tanto, de la ubicación de su base. Unida a la información procedente del esclavo huido de las mismas minas, los Guardianes de la Paz dan comienzo a una misión de incursión en la base del Doctor Infierno para destruirla desde dentro. Fuera de sí, el Doctor Infierno envía a su última creación, un gigantesco robot armado con grandes puños esféricos volantes, que también es capaz de congelar a sus enemigos. 
El nuevo robot, congela a Mazinger y lo amarra con cadenas a una especie de cruz gigante, atacándolo después con sus puños volantes. La intervención en último momento de los aviones de los Guardianes de la Paz, salva y reanima a Mazinger y todos juntos, destruyen a la nueva amenaza, para acto seguido, lanzarse contra la base del Doctor Infierno.
Mazinger Z desde el exterior, y los Guardianes de la Paz desde el interior de la base tras localizar su entrada secreta, destruyen la guarida del Doctor Infierno, el cual intenta huir en una nave que es interceptada y destruida por Mazinger Z.

## Distribución
La película se exhibió en las salas europeas de aquellos países que habían emitido con éxito la serie Mazinger Z, con el título cambiado de Mazinger Z, el robot de las estrellas con el fin de atraer mayor público infantil y juvenil. Los técnicos y artistas acreditados en los carteles eran nombres ficticios. En la banda sonora original los distribuidores occidentales cambiaron algunos pasajes, añadiendo los temas originales de la serie Mazinger Z, que se alternaban con las canciones taiwanesas.   
La película se estrenó en España, distribuida por Gofer Films, en el verano de 1978, coincidiendo con la emisión de la serie de animación, con gran éxito de público. A diferencia de la serie, que se dobló en Barcelona, la película se dobló en los estudios madrileños de Sincronía, con un gran reparto encabezado por Antonio García Moral, Elena de Maeztu, Roberto Cuenca Martínez, Luis Porcar, Juan Antonio Gálvez y Luis Carrillo como el Dr. Infierno.

## Adaptaciones y merchandising
El suceso propició la venta de merchandising y productos anexos en España. La música de la película se hizo tan popular que se editó en disco de la mano de Nevada ese mismo año 1978. También se editó un álbum de cromos y un libro con fotografías de la película. Sin embargo el producto que cosechó mayor tirada fue la serialización en cómic del mismo título, editada por Editorial Valenciana.